# Mazères (Gironda)
Mazères é uma comuna francesa na região administrativa da Nova Aquitânia, no departamento da Gironda. Estende-se por uma área de 13,32 km². Em 2010 a comuna tinha 773 habitantes (densidade: 58 hab./km²).